# Celles (Ariège)
Celles is een gemeente in het Franse departement Ariège (regio Occitanie) en telt 117 inwoners (2009). De plaats maakt deel uit van het arrondissement Foix.

## Geografie
De oppervlakte van Celles bedraagt 10,6 km², de bevolkingsdichtheid is dus 11 inwoners per km².
De onderstaande kaart toont de ligging van Celles (Ariège) met de belangrijkste infrastructuur en aangrenzende gemeenten.

## Demografie
Onderstaande figuur toont het verloop van het inwonertal (bron: INSEE-tellingen).

Vanwege een beveiligingsprobleem met de MediaWiki Graph-software is het momenteel niet mogelijk deze grafiek weer te geven. Zodra de software is bijgewerkt zal de grafiek vanzelf weer zichtbaar worden.